# Barranca abajo (obra de teatro)
Barranca abajo es una obra del dramaturgo uruguayo Florencio Sánchez. Fue estrenada en el teatro Apolo de Buenos Aires el 26 de abril de 1905, por la compañía de [[José Podestá], una de las dos en que se había escindido en 1901 la original de los hermanos Podestá Florencio Sánchez la había escrito poco antes, en ocasión de una breve estadía en Montevideo en casa de sus padres.
Es considerada por algunos un drama rural, mientras que otros la clasifican como tragedia. El tema de la obra es la caída en desgracia de la clase gaucha a fines del siglo xix y principios del xx.

## Personajes
Los personajes son once.
- Don Zoilo Carvajal: el protagonista de la obra, que representa al gaucho de fines de siglo.
- Doña Dolores: esposa de don Zoilo.
- Prudencia: la hija mayor de don Zoilo. En un principio, prometida de Aniceto, a pesar de tener un relación amorosa con Juan Luis.
- Robustiana: la hija menor de don Zoilo. La única que demuestra afecto y respeto a su padre.
- Rudecinda: hermana de Zoilo. No le tiene afecto.
- Martiniana: la comadre que hace de celestina.
- Don Juan Luis: estanciero. Es el ganador del pleito por la propiedad del campo que ocupaba Don Zoilo y el amante de Prudencia.
- Gutiérrez: comisario de la zona, que intenta ayudar a las mujeres a huir del campo de Zoilo.
- Batará: peón del campo de don Zoilo.
- Aniceto: ahijado de don Zoilo, y en un principio, prometido de Prudencia.
- Sargento Martín: sargento en la comisaría.

### Origen de los nombres
Algunos de los nombres de los personajes de la obra tiene un significado irónico, mientras que otros evocan directamente a la personalidad del personaje. De esta manera, el autor eligió «Dolores», para designar a un personaje que está constantemente aquejado por dolores imaginarios y cansancio, «Robustiana» (de «robusta») para designar a un personaje que es débil y enfermizo, «Prudencia», para uno cuyo comportamiento es totalmente desinteresado e insensato, «Rudecinda» (de «rudeza») para un personaje de carácter poco delicado e insensible, y «Zoilo» (una deformación rural de la palabra «solo») para designar al protagonista, que se caracteriza por ser dejado de lado por parte de su familia.

## Trama y estructura
La trama de la obra repasa el desmoronamiento del protagonista, don Zoilo, quien va perdiendo sus tierras y el afecto de su familia. La obra se divide en tres actos, que a su vez, se dividen en 21 escenas el primero, 18 el segundo y 15 el tercero.

### Primer acto
Don Zoilo acaba de perder sus terrenos debido a las acciones ilegales de unos hombres de negocios. Gracias a la relación amorosa entre su hija Prudencia y un acaudalado estanciero, don Zoilo y su familia pueden permanecer en su estancia, a pesar de haberla perdido. Sumado a todo esto, el protagonista tiene una mala relación con los miembros de su familia: Prudencia y su hermana Rudecinda dilapidan el poco dinero que tienen y lo acusan de que, por su culpa, viven en la pobreza, y su esposa, Dolores, no hace nada por evitar este maltrato ya que carece de carácter. En contraste con estos personajes, se encuentran Robustiana, su otra hija, y Aniceto, su ahijado, que son los únicos que quieren y respetan a Zoilo.
Al final del primer acto, don Zoilo descubre la relación entre Prudencia, que estaba prometida con Aniceto, y Juan Luis. Una vez enterado, decide que no dejaría mancillar su honor y se muda a una pequeña finca que le presta su ahijado.

### Segundo acto
Ya en su nuevo hogar, las mujeres de la familia manifiestan su disconformidad, porque aspiran a un nivel de vida más alto. Por esto, empiezan a tramar una forma de huir a la ciudad junto con una comadre, Martiniana. Por otra parte, Aniceto le declara su amor a Robustiana, al notar las intuiciones de ella a él.

### Tercer acto
Las promesas de matrimonio quedan interrumpidas debido a la muerte de Robustiana, causada por el empeoramiento de su enfermedad debido a la presión que su tía, su hermana y su madre ejercían sobre ella. También, por causa de su muerte, la huida de las tres mujeres se retrasó. Finalmente, Martiniana llega para ayudar a escapar a sus amigas, pero Aniceto las delata y le cuenta a don Zoilo el plan.
A último momento y de forma inesperada, Zoilo decide no poner objeciones a la huida de las mujeres. Dolores se arrepiente, al ver la tristeza de su marido, de no haber intervenido nunca a su favor, pero Don Zoilo no acepta sus disculpas y le dice que se marche con Prudencia y Rudecinda.
La obra tiene un final trágico: Zoilo agarra una soga y tiene pensado colgarla en un árbol para ahorcarse. Al intentar disponer la cuerda, se traba con un nido de hornero, que no logra derribar. 

## Texto primitivo
Existió un texto primitivo de la obra, en el que variaba únicamente el final trágico de la obra. En la versión original, en el momento en el que Don Zoilo está a punto de suicidarse, interviene Aniceto, previniéndolo de ahorcarse. Sin embargo, al día siguiente del estreno, la crítica se manifestó disconforme con el final.
«El último acto necesita ser robustecido con una poda. El público, que tiene en conjunto un sentido de comprensión infalible, afirmaba anoche que don Zoilo debe ahorcarse sin que nadie se lo impida. Es nuestra impresión, también. Sobran las filosofías sobre la vida y está de más el papel poco lúcido (íbamos a decir otra cosa) de Aniceto, cuando evita el suicidio del viejo y luego lo abandona para que se repita la tentativa».
Florencio Sánchez se debió ver afectado por la crítica, ya que permitió que José Podestá modificara el final de la obra, como había indicado la crítica.

## Espacio y tiempo
En el texto original de Sánchez no se especificaba la ubicación de la obra, aunque se puede deducir que la obra se ubica en alguna zona rural de Uruguay o Argentina. Algunas ediciones de la obra aclaran brevemente: «La acción en la campiña de Entre Ríos». El primer acto se ubica en el patio de la estancia original de don Zoilo, en la que viven los personajes hasta el conflicto que acontece a final del acto. Es descrita como una casa vieja, pero que se mantiene en buen estado. El segundo y el tercer acto, en cambio, se desarrollan en un humilde rancho que le presta Aniceto a Don Zoilo, que contrasta con la elegancia de la estancia del primer acto.
La obra está ambientada en 1905. Aunque no está especificado, se infiere que entre acto y acto pasan una cantidad indeterminada de días. En algunas ediciones, se agrega una referencia que dice que entre el segundo y el tercer actos hay un periodo de veinte días. Muchos hechos importantes suceden fuera de escena, durante el tiempo indefinido entre los actos. Por ejemplo, la mudanza de don Zoilo y la muerte de Robustiana. En total, se puede estimar que la obra transcurre en un lapso de uno a tres meses. 

## Lenguaje
Todos los personajes, sobre todo los de la familia del protagonista, se expresan en un tono gauchesco propio del área rural argentina y uruguaya. Por lo tanto, el autor recrea el diálogo mediante expresiones y giros lingüísticos propios del habla rural rioplatense. El habla de las mujeres de la obra tiene, sin embargo, muchos préstamos del habla popular de las ciudades de entonces. Los demás personajes tienen un nivel de habla también acorde a su realidad social y económica: por ejemplo, Juan Luis, el estanciero, se expresa como un hombre educado de ciudad, sin alteraciones más allá de las típicas características del español rioplatense y alguna expresión de campo.
El autor hace uso del silencio para remarcar las diferencias entre sus personajes: así, mientras que Rudencinda y Martiniana son personajes locuaces, don Zoilo se expresa con vaguedad y reserva. En muchas ocasiones don Zoilo ignora las preguntas de los demás personajes tarareando o murmurando.